# Cadillac (Metro Montreal)

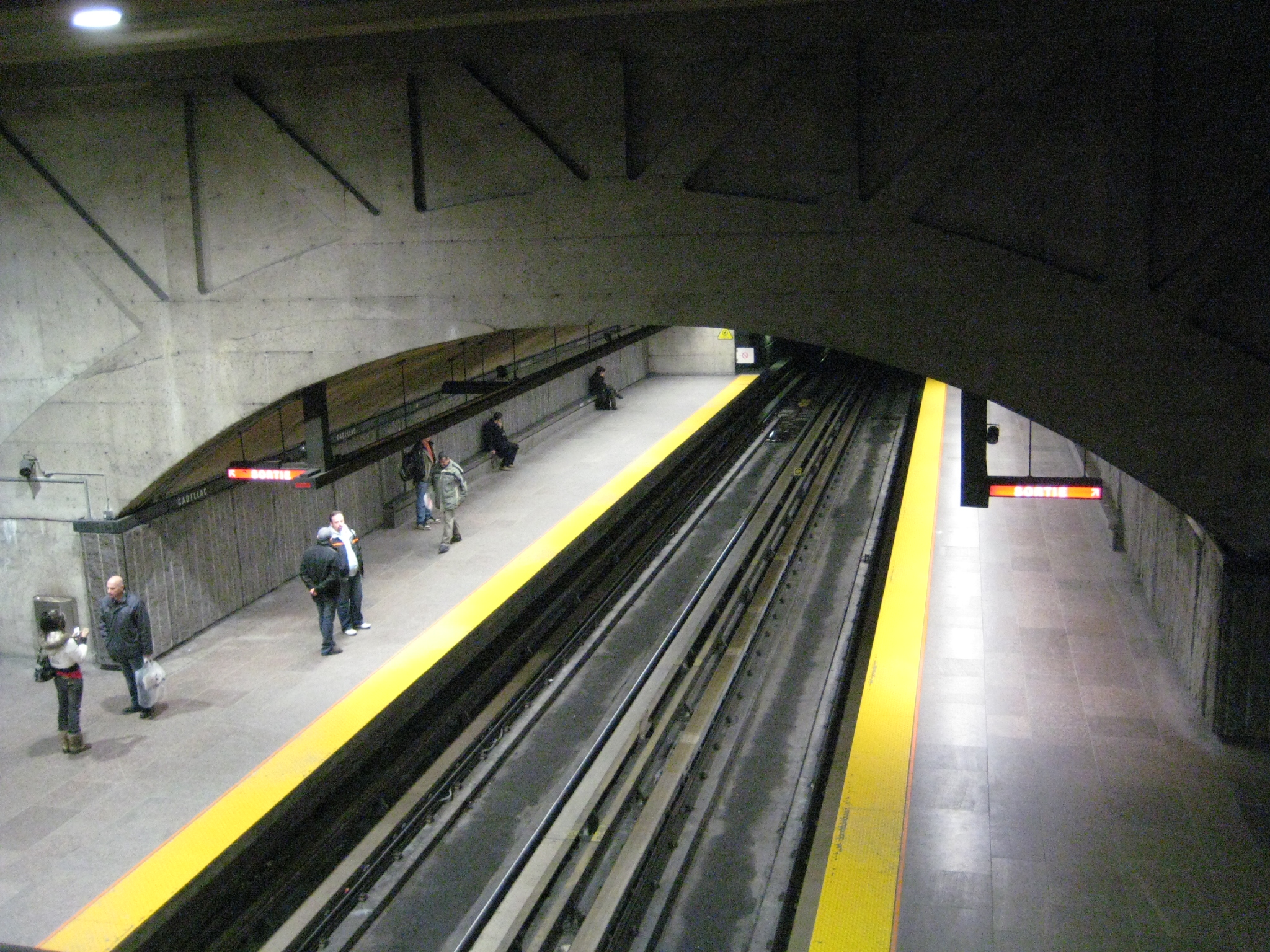
Blick auf die Bahnsteige

Cadillac ist eine U-Bahn-Station in Montreal. Sie befindet sich im Arrondissement Mercier–Hochelaga-Maisonneuve an der Kreuzung von Rue Sherbrooke und Rue de Cadillac. Hier verkehren Züge der grünen Linie 1. Im Jahr 2019 nutzten 2.499.866 Fahrgäste die Station, was dem 48. Rang unter den insgesamt 68 Stationen der Metro Montreal entspricht.

## Bauwerk

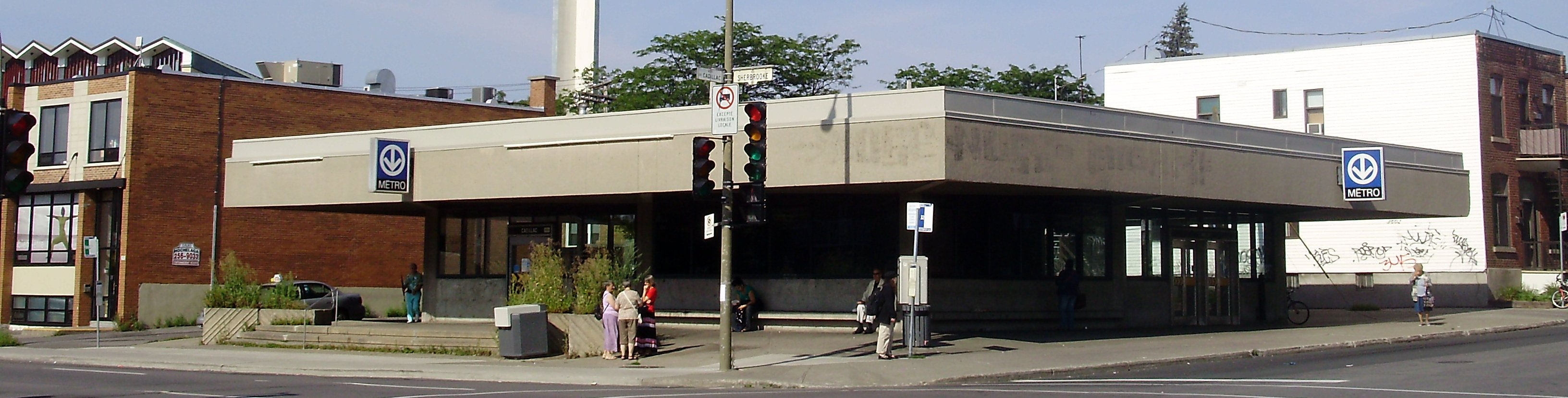
Eingangspavillon

Die vom Architekturbüro Longpré, Marchand, Goudreau, Dobush, Stewart et Bourke entworfene Station entstand als Tunnelbahnhof, wobei der mittlere Teil in offener Bauweise ausgeführt wurde. Auf den Bahnsteigen und auf der Verteilerebene bestehen die Wände aus aufgerautem dunkelgrauem Beton mit Chromstahlelementen, die Wände über den Bahnsteiggewölben sind mit Dreieckmustern verziert. An der Oberfläche befinden sich zwei identische Eingangspavillons, mit quadratischem Grundriss und überhängenden Flachdächern.
In 12,2 Metern Tiefe befindet sich die Bahnsteigebene mit zwei Seitenbahnsteigen. Die Entfernungen zu den benachbarten Stationen, jeweils von Stationsende zu Stationsanfang gemessen, betragen 781,69 Meter bis Assomption und 518,51 Meter bis Langelier. Es bestehen Anschlüsse zu fünf Buslinien und zwei Nachtbuslinien der Société de transport de Montréal.

## Kunst

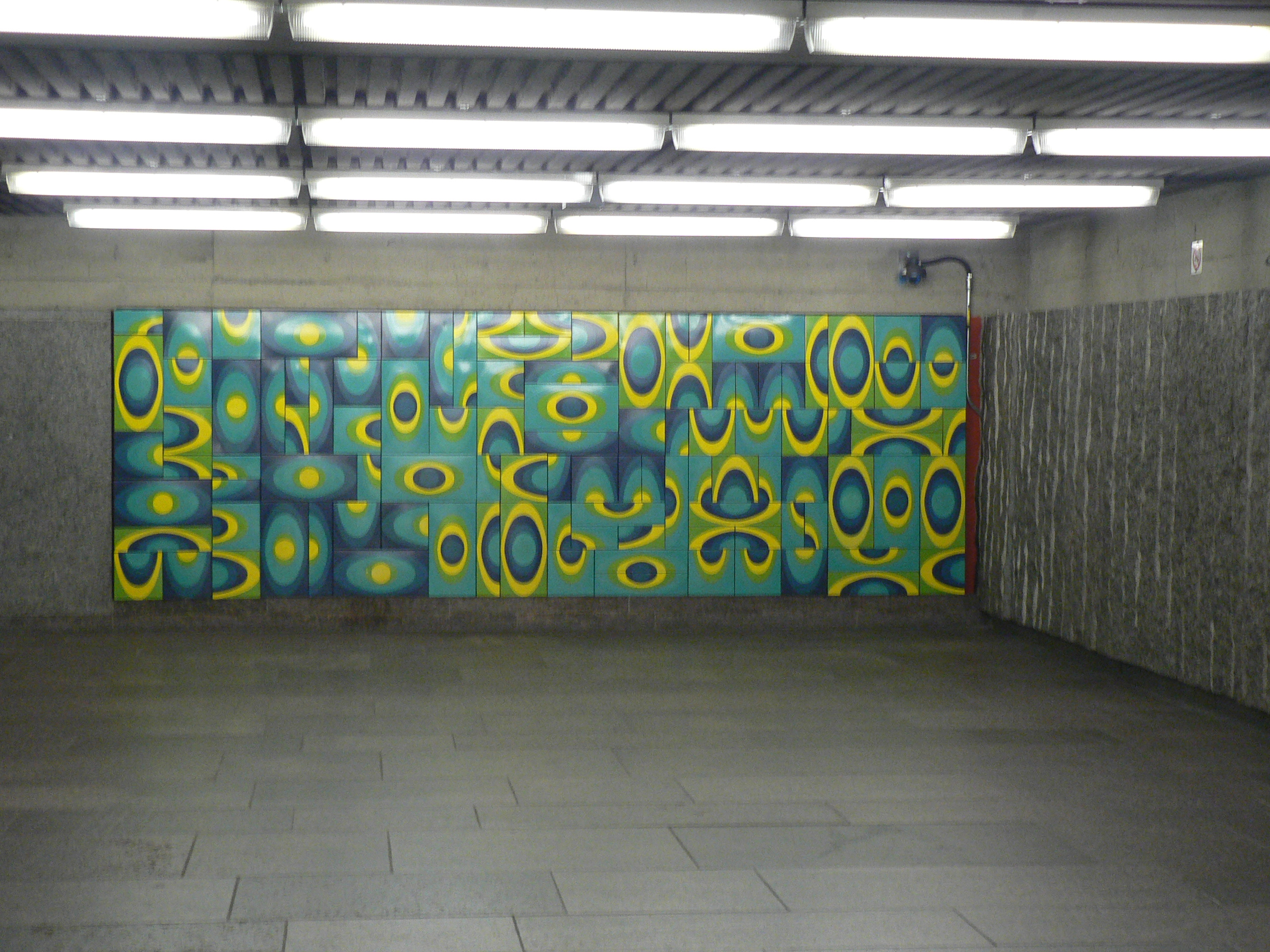
Eines der beiden Wandbilder

In den beiden Zugangstunnels zu den Eingangspavillons ist je ein Wandbild von Jean Cartier zu finden. Die abstrakten Werke bestehen aus gebranntem Email auf Stahlplatten und sind jeweils 5 Meter breit und 1,7 Meter hoch. Während auf der Nordseite Blautöne vorherrschen, sind es auf der Südseite Orangetöne. Die rechteckigen Segmente können entfernt und neu angeordnet werden, so dass sich jeweils ein neues Muster ergibt.

## Geschichte
Die Eröffnung der Station erfolgte am 6. Juni 1976, zusammen mit dem Teilstück Frontenac–Honoré-Beaugrand der grünen Linie. Namensgeber ist die Rue de Cadillac, benannt nach dem französischen Entdecker Antoine Laumet, sieur de Cadillac (1658–1730).